# La Dame de Monsoreau (film, 1923)
Pour les articles homonymes, voir La Dame de Monsoreau (homonymie).
Pour plus de détails, voir Fiche technique et Distribution.
La Dame de Monsoreau est un film français muet réalisé par René Le Somptier, sorti en 1923. Le film est adapté du  roman homonyme d'Alexandre Dumas.

## Synopsis
Sous le règne d'Henri III, les amours de la belle Diane – mariée au vieux comte de Monsoreau – et de Bussy d'Amboise, un des plus braves seigneurs de son temps.  Il fait partie de la suite du duc d'Anjou, qui convoite aussi Diane. Le mari s'aperçoit que sa femme le trompe et décide d'assassiner son rival. En toile de fond se trament les évènements politiques de l'époque, où Chicot, le bouffon d'Henri III, intervient parfois.

## Fiche technique
- Titre original : La Dame de Monsoreau
- Réalisation : René Le Somptier
- Scénario : d'après La Dame de Monsoreau, roman d'Alexandre Dumas
- Directeurs de la photographie : Amédée Morrin, Émile Pierre
- Société de production : Le Film d'art - Vandal et Delac
- Société de distribution : Établissements Louis Aubert
- Pays de production :  France
- Format : Noir et blanc  - Muet
- Genre : Film historique
- Durée : 90 minutes
- Date de sortie : 
  - France : 27 avril 1923

## Distribution
- Rolla Norman : Bussy d'Amboise
- Gina Manès : Mme de Saint-Luc

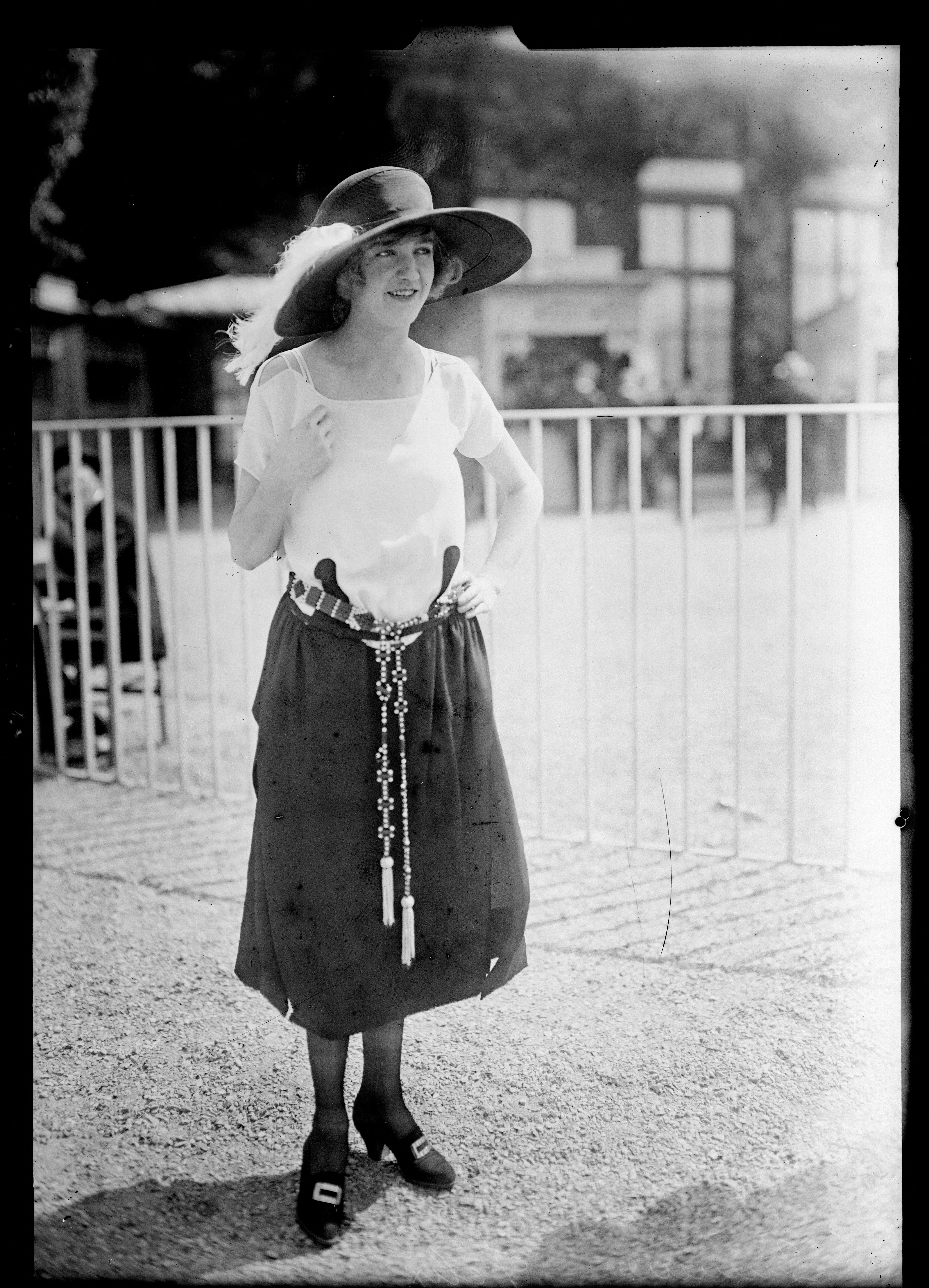
Geneviève Félix (photographiée en 1922) interprète le rôle-titre.

- Geneviève Félix : Diane de Méridor, dame de Monsoreau
- Jean d'Yd : Chicot
- Madeleine Erickson : Gertrude
- Victor Vina : le comte de Monsoreau
- Albert Carjol : Gorenflot
- Georges Deneubourg : le comte de Méridor
- Madeleine Rodrigue : Mlle de Montpensier
- Raoul Praxy : Henri III
- Philippe Richard : le duc d'Anjou
- Lagrange : le duc de Guise
- Pierre Finaly : le duc de Mayenne
- Pierre Hot : Cossé-Brissac

## Autour du film
- Sorti à l'origine en noir et blanc, le film a été colorisé au pochoir en 1928[1].